# Propaganda homofóbica
La propaganda homofóbica (o propaganda anti-gay) es la propaganda basada en la homofobia. Tal propaganda anti-gay perjudica, estereotipa, y promueve la discriminación y la estigmatización social. El término propaganda homofóbica fue utilizado por el historiador Stefan Micheler en su trabajo Homophobic Propaganda and the Denunciation of Same-Sex-Desiring Men under National Socialism, así como otros trabajos que tratan el tema.
En algunos países, algunas formas de propaganda homofóbica están consideradas discurso de odio  y está prohibido por ley.

## Historia

### Alemania nazi
Las actitudes políticas hacia los homosexuales en la Alemania Nazi estuvieron basadas en la suposición de que los homosexuales destruían la nación alemana como "degenerados sexuales". El historiador Erwin J. Haeberle coloca la primera aparición política de este fenómeno el 14 de mayo del año 1928.
Categorizado como una ‘biocracia' por el profesor Harry Oostetheis, de la Universidad de Maastricht, el régimen Nazi estaba principalmente preocupado por el hecho de que los hombres homosexuales no podrían tener descendencia—y por tanto no podrían contribuir con la propagación de la raza aria. Aunque los homosexuales en la Alemania Nazi no fueron perseguidos sistemáticamente, los investigadores estiman que alrededor de 50,000 hombres homosexuales estuvieron condenados por ‘vicio antinatural', y entre 10 y 30% de esta proporción era finalmente enviada a campos de concentración.

## Ley

### Rusia
En Rusia, es ilegal cometer delitos en contra de alguien basándose en su grupo social, pero las personas LGBT están consideradas un grupo social aparte por ley.
El 30 de junio de 2013, el presidente Vladímir Putin firmó una ley que prohíbe la "propaganda de relaciones sexuales no tradicionales" entre menores, y prohíbe igualar las relaciones homosexuales con las heterosexuales. Vice News ha reclamado que muchos grupos LGBT han pasado "de ser un grupo estigmatizado a completos enemigos del estado" en Rusia luego de introducida la ley, y reclamó también que muchos grupos abiertamente homofóbicos y neonazis como Occupy Paedophilia han sido descritos por las autoridades rusas como "movimientos civiles luchando contra los pecados de la sociedad".

### Noruega
En 1981, Noruega se convirtió en el primer país en establecer una pena para amenazas públicas, difamaciones, expresiones de odio, o agitación para discriminación hacia la comunidad LGBT.

### Países Bajos
El primero de julio de 1987, los Países Bajos estableció en el Código Penal penas por difamación pública basadas en la orientación sexual, como multas o hasta dos años de cárcel.

### Irlanda
En 1989, entró en efecto una resolución contra el discurso anti-gay. Establece pena en la forma de multas o encarcelamiento para hasta dos años por publicación o distribución de materiales que contengan difamaciones, amenazas, discurso de odio u ofensas contra las personas LGBT. La ley es ocasionalmente tomada a efecto.

### Australia
El 2 de marzo de 1993 en Nueva Gales del Sur, Australia, entró en efecto una enmienda antidiscriminación, la ley prohíbe el discurso de odio público, o la ridiculización de homosexuales. Una exclusión legal es cualquier información  qué está distribuida para fines educativos, religiosos, o propósitos científicos.
El 10 de diciembre de 1999 una enmienda análoga estuvo aceptada por el parlamento de Tasmania, el cual no permite ninguna exclusión.

### España
En España el discurso de odio basado en la identidad de género o la orientación sexual está prohibido desde 1995. Discriminación, odio, o violencia basada en aquellas es punible con hasta tres años de prisión.